# Michel Temer
Michel Miguel Elias Temer Lulia (phát âm tiếng Bồ Đào Nha: [miˈʃɛw miˈɡɛw eˈliɐs ˈtẽmeɾ luˈliɐ]; sinh ngày 23 tháng 9 năm 1940) là một luật sư và chính trị gia người Brasil và là tổng thống thứ 37 của Brasil từ ngày 31 tháng 8 năm 2016 cho đến ngày 1 tháng 1 năm 2019.

## Sự nghiệp chính trị

### Đơn truất phế tổng thống
Vào ngày 18 tháng 5 năm 2017, Tòa án Tối cao phê duyệt điều tra tham nhũng chống lại Temer. Ông được cho là đã chấp thuận việc trả tiền hối lộ để giữ im lặng cho Chủ tịch Quốc hội Eduardo Cunha đang bị bắt giữ, người có liên quan đến vụ bê bối tham nhũng liên hệ đến công ty dầu khí quốc doanh Petrobras và vì vậy phải ngồi tù. Từ cuộc trò chuyện về việc này với người đồng sở hữu của công ty sản xuất thịt JBS, Joesley Mendonça Batista, trong đó Temer ủng hộ Joesley trong hành động bất hợp pháp đó, tồn tại một bản ghi âm lại. Joesley và người anh em trai Wesley tường thuật, trong một thỏa thuận với phía tư pháp sẽ không bị phạt, là đã hối lộ các chính trị gia tất cả các đảng phái trong nhiều năm qua để họ hỗ trợ JBS được cấp hàng tỷ USD nợ chính phủ. Tiền thiệt hại cho quỹ nhà nước lên đến khoảng 200 triệu đô la Mỹ. Temer phủ nhận lời tường thuật và từ chối từ chức, mặc dù một số bộ trưởng của đảng liên minh trong chính phủ của ông tuyên bố không trung thành với ông nữa. Đã có những đơn kiện đòi truất phế Temer, ngoài ra đã có các cuộc biểu tình trên khắp Brazil và một phần đưa tới những bạo loạn nghiêm trọng. Thị trường chứng khoán ở Sao Paulo có lúc mất tới mười phần trăm, sau đó việc buôn bán cổ phần lần đầu tiên kể từ năm 2008 được ngưng lại.

## Giải thưởng
| Award or decoration | Award or decoration                                     | Country    | Note                                                                                          |
| ------------------- | ------------------------------------------------------- | ---------- | --------------------------------------------------------------------------------------------- |
|                     | Grand Cross of Dannebrog                                | Denmark    | Contribution to the arts, sciences or business life or for those working for Danish interests |
|                     | Knighthood of the Order of Prince Henry (Grand Officer) | Bồ Đào Nha | Exceptional and outstanding merit for Portugal and its culture                                |
|                     | Legion of Honor                                         | Pháp       | French highest order of merit.                                                                |